# بيتر مارش
بيتر مارش هو لاعب هوكي الجليد كندي، ولد في 21 ديسمبر 1956 في هاليفاكس في كندا.

## وصلات خارجية
- بيتر مارش على موقع دوري الهوكي الوطني (الإنجليزية)
- بيتر مارش على موقع EliteProspects.com (الإنجليزية)
- بيتر مارش على موقع HockeyDB.com (الإنجليزية)
- بيتر مارش على موقع Hockey-Reference.com (الإنجليزية)